# ビーチ・バム まじめに不真面目
『ビーチ・バム まじめに不真面目』（ビーチバム まじめにふまじめ、The Beach Bum）は2019年のアメリカ合衆国のコメディ映画。監督はハーモニー・コリン、出演はマシュー・マコノヒー、アイラ・フィッシャー、スヌープ・ドッグ、ザック・エフロン、ジョナ・ヒルなど。事故死した裕福な妻の遺産を受け取るために新たな詩集を出版せざるをえなくなった、かつての天才詩人を描いている。なお、日本語題のサブタイトルを考案したのはみうらじゅんと町山智浩である。

## ストーリー
フロリダ州マイアミ。ムーンドッグは自由奔放かつ底抜けに明るい性格の詩人だった。デビュー作を出して以降ほとんど詩を書いていなかったこともあり、世間では既に過去の人となっていたが、ムーンドッグはそれを気にも留めていなかった。と言うのも、資産家の妻、ミニーのお陰で家計を心配せずとも暮らせる状況にあったからである。ムーンドッグは毎夜パーティーに繰り出してはドラッグと酒を堪能し、視界に入った女性を片っ端から口説くという気ままな生活を送っていた。
ところが、そんなある日、ミニーが交通事故で亡くなってしまった。遺産の半分はムーンドッグに渡るはずだったが、ミニーは遺言でムーンドッグが新しい本を出版するまでは遺産をムーンドッグの手に渡らないようにしていた。ムーンドッグとミニーの娘ヘザーは生活費も父には渡さなかった。ここに至り、ムーンドッグは初めて大人としての自覚を持つことを余儀なくされたが、今までの生活がそう簡単に変えられるわけはなかった。

## キャスト
- ムーンドッグ: マシュー・マコノヒー - 詩人。
- ミニー: アイラ・フィッシャー - ムーンドッグの妻。資産家。
- ランジェリー: スヌープ・ドッグ - R&Bシンガー。ミニーの愛人。
- フリッカー: ザック・エフロン - 薬物更生施設の患者で放火魔。
- ルイス: ジョナ・ヒル - ムーンドッグのエージェント。
- ヘザー: ステファニア・ラヴィー・オーウェン（英語版） - ムーンドッグとミニーの娘。
- ワック船長: マーティン・ローレンス - イルカツアーのガイド。自称ベトナム戦争の退役軍人。
- フランク（リンプD）: ジョシュア・リッター - ヘザーの夫。
- ジミー・バフェット: 本人 - 歌手。ムーンドッグとランジェリーの友人。
- バーティ・ヒギンズ（英語版）: 本人 - 歌手。ムーンドッグの友人。
- ジョナサン: リッキー・ディアス
- サマンサ: リア・ヴァン・ダール

## 製作
2017年2月7日、ハーモニー・コリン監督の新作映画にマシュー・マコノヒーが出演することになったと報じられた。10月27日、アイラ・フィッシャーが本作に出演するとの報道があった。11月、本作の主要撮影がマイアミで始まった。12月15日、ザック・エフロンがキャスト入りした。

## 公開・マーケティング
2017年5月17日、ネオンが本作の全米配給権を獲得したと報じられた。2018年9月7日、本作のレッドバンド・トレイラーが公開された。2019年1月23日、本作のオフィシャル・トレイラーが公開された。3月9日、本作はサウス・バイ・サウスウェストでプレミア上映された。

## 興行収入
本作は『ダンボ』及び『Unplanned』と同じ週に封切られ、公開初週末に320万ドル前後を稼ぎ出すと予想されていたが、実際の数字はそれを下回るものとなった。2019年3月29日、本作は全米1100館で公開され、公開初週末に176万ドルを稼ぎ出し、週末興行収入ランキング初登場10位となった。この数字はマシュー・マコノヒー出演作としては過去最低の数字となった。

## 評価
本作に対する批評家の評価は平凡なものに留まっている。映画批評集積サイトのRotten Tomatoesには123件のレビューがあり、批評家支持率は56%、平均点は10点満点で5.4点となっている。サイト側による批評家の見解の要約は「マシュー・マコノヒーはこれ以上ないくらいに役にハマっており、『ビーチ・バム まじめに不真面目』はハーモニー・コリン監督ならではの作品だと言える。しかし、それらを以てしても、散漫なストーリーという欠点を覆い尽くすことができなかった。」となっている。また、Metacriticには31件のレビューがあり、加重平均値は55/100となっている。